# 李洪 (解放軍大校)
李洪，中國人民解放軍大校，男丶驻港部队深圳基地副主任丶中共政治人物丶軍事人物丶中共將領
曾為共同探索军民融合，代表驻港部队和东部通航簽訂協議就空中指挥、应急救援、军事演习方面的協助
展開合作 
1. ↑  
驻港部队深圳基地与东部通航举行战略合作签约仪式
2. ↑  
尼欧科技CEO与深圳基地驻港部队共谱军民一家亲